# Pristomyrmex reticulatus
Pristomyrmex reticulatus är en myrart som beskrevs av Horace Donisthorpe 1949. Pristomyrmex reticulatus ingår i släktet Pristomyrmex och familjen myror. Inga underarter finns listade i Catalogue of Life.

## Bildgalleri

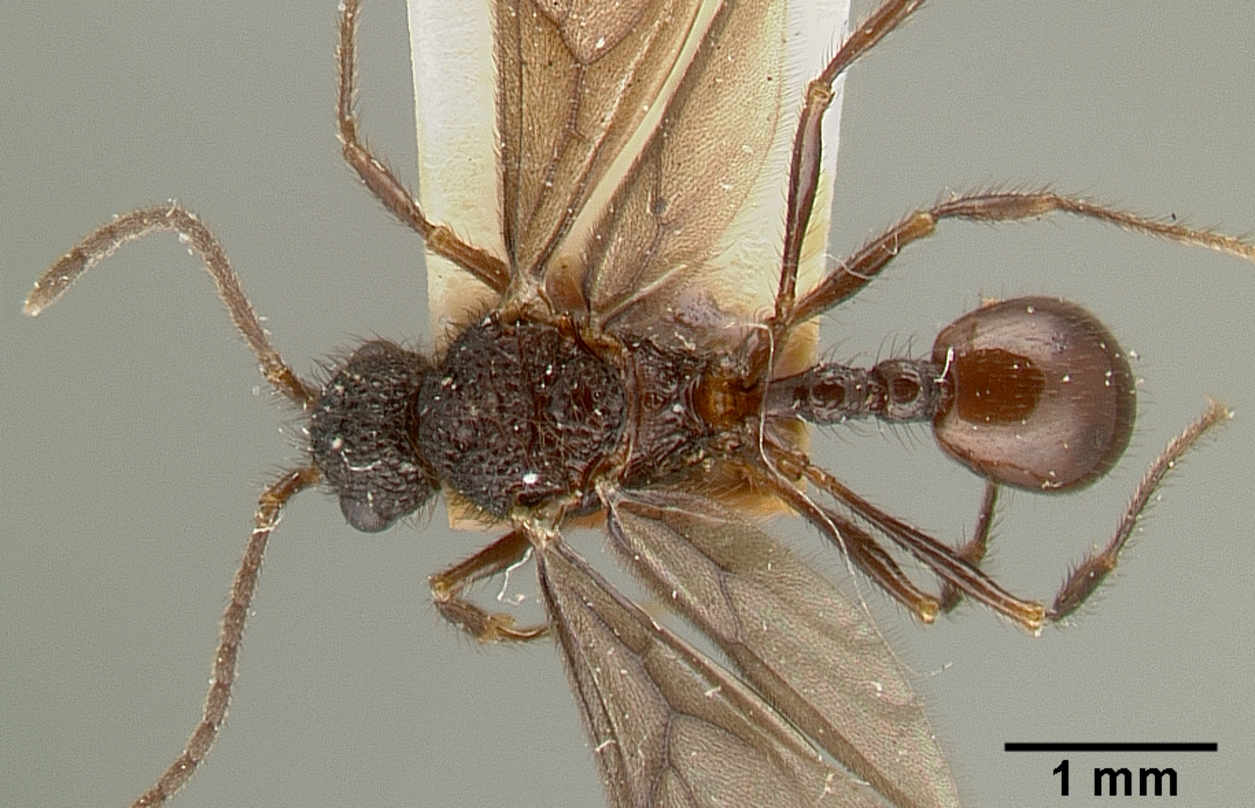
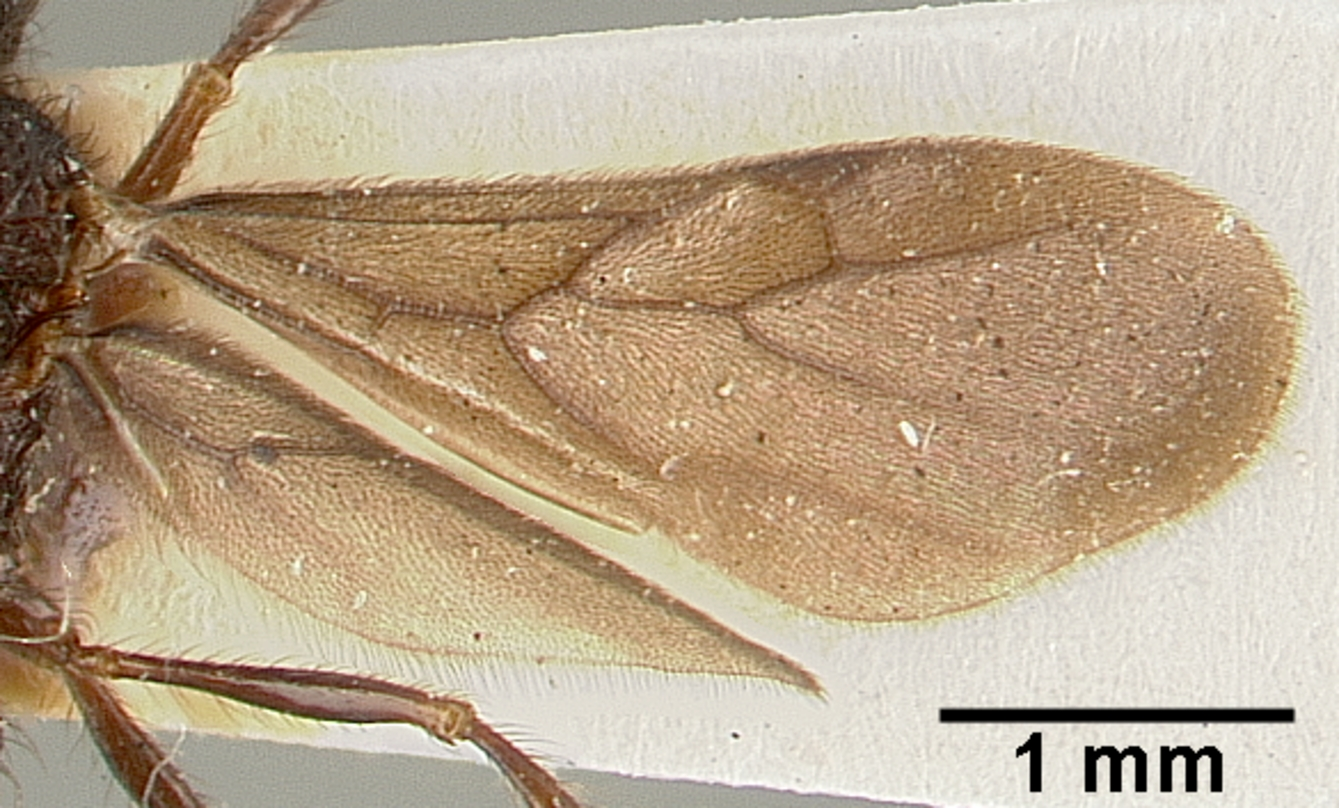
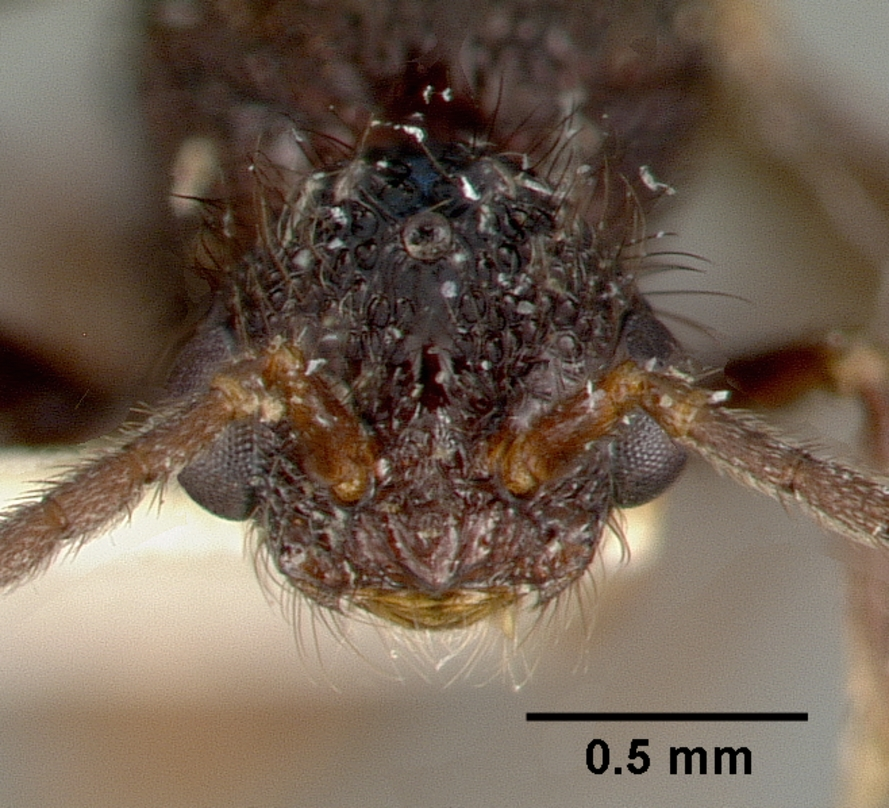
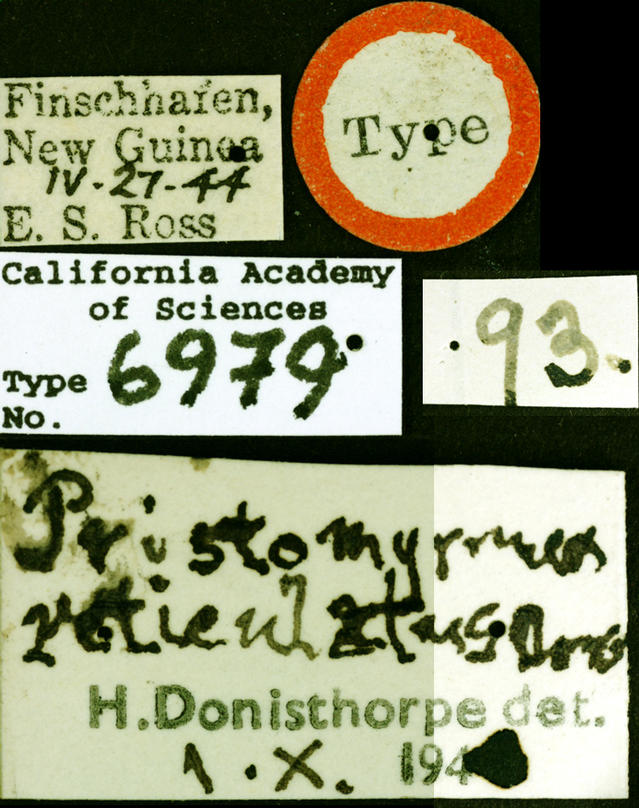
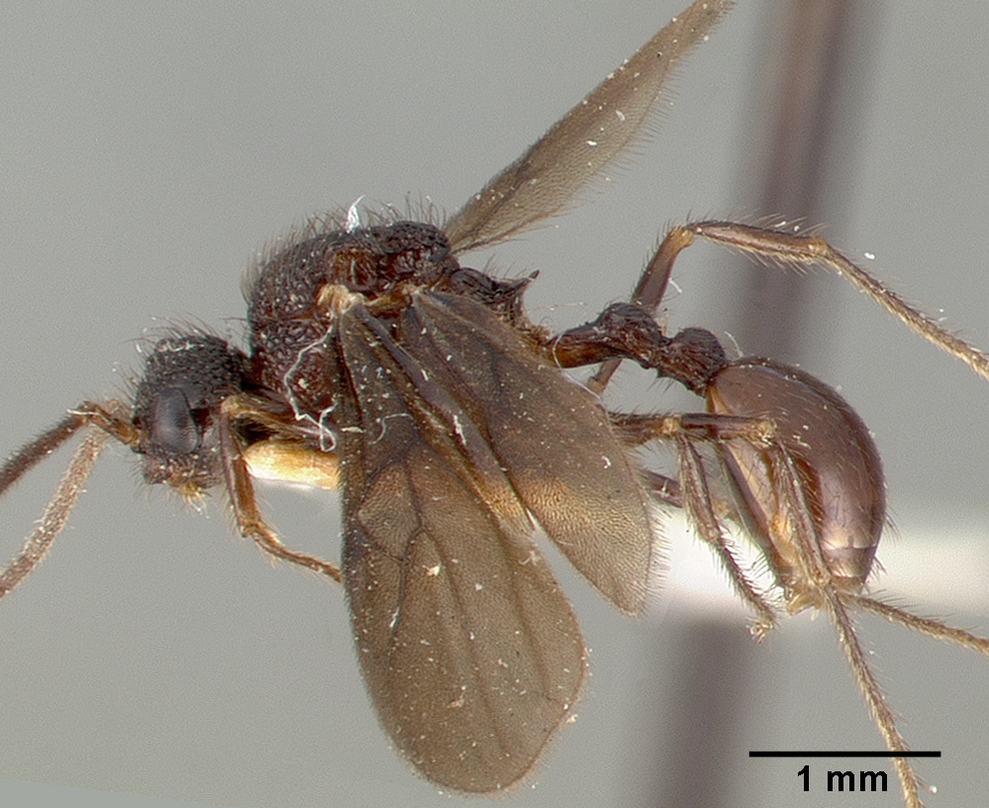
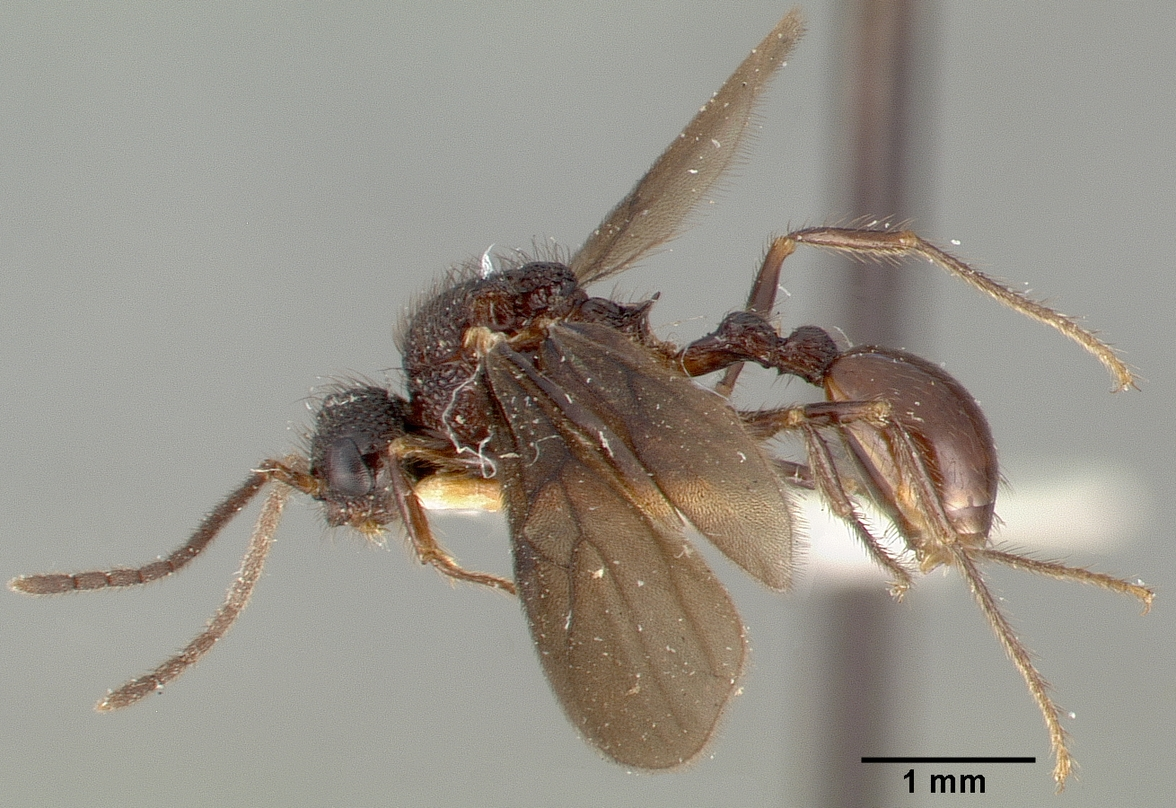